# Whiteriver
Whiteriver es un lugar designado por el censo ubicado en el condado de Navajo en el estado estadounidense de Arizona. En el Censo de 2010 tenía una población de 4104 habitantes y una densidad poblacional de 100,38 personas por km².

## Geografía
Whiteriver se encuentra ubicado en las coordenadas 33°50′23″N 109°57′39″O / 33.83972, -109.96083. Según la Oficina del Censo de los Estados Unidos, Whiteriver tiene una superficie total de 40.88 km², de la cual 40.59 km² corresponden a tierra firme y (0.72%) 0.29 km² es agua.

## Demografía
Según el censo de 2010, había 4104 personas residiendo en Whiteriver. La densidad de población era de 100,38 hab./km². De los 4104 habitantes, Whiteriver estaba compuesto por el 0.95% blancos, el 0.05% eran afroamericanos, el 96.78% eran amerindios, el 0.66% eran asiáticos, el 0% eran isleños del Pacífico, el 0.17% eran de otras razas y el 1.39% pertenecían a dos o más razas. Del total de la población el 1.78% eran hispanos o latinos de cualquier raza.